# اندیس خانه خوره آباده
خانه خوره آباده یک اندیس غیرفلزی است که در حوالی شهر آباده استان فارس قرار دارد و مادهٔ معدنی موجود در آن، باریت است.  